# Odenwald
Odenwald je pohoří v německých spolkových zemích Bádensko-Württembersko, Hesensko a Bavorsko. Patří do kategorie nízké vysočiny a jeho západní okraj přiléhající k Hornorýnské nížině je zeměpisně označován jako Bergstraße.
Pohoří pochází z období hercynského vrásnění, v době před padesáti miliony let zde byla intenzivní sopečná činnost. Nejvyšším vrcholem je Katzenbuckel s 626 m n. m., ležící u Waldbrunnu v okrese Neckar-Odenwald. Auerbach byl známý díky svému mramoru, v Odenwaldu se také těžila žula, porfyr a pískovec. V lesích je možno sbírat houby a borůvky. K přírodním zajímavostem patří Eberstadtaská krápníková jeskyně nebo romantická soutěska Obrunnschlucht. Byly zde vyhlášeny přírodní parky Bergstraße-Odenwald a Neckartal-Odenwald, krajinu protínají četné turistické stezky. Pohořím vede památkově chráněná železnice Odenwaldbahn. K rekreaci slouží přehrada Marbach, dostavěná roku 1982. Neunkircher Höhe je navštěvována díky rozhledně a lyžařskému areálu. V oblasti Neutscher Höhe byla zřízena větrná farma.
První část názvu Odenwaldu, tedy Oden-, je nejasná a existuje celá řada jejích možných vysvětlení, např. les písní, Odinův les, Otův les a mnohá jiná. Podle Ságy o Nibelunzích byl v Odenwaldu zabit Siegfried. Nacházejí se zde četné hrady jako Frankenstein a Zwingenberg nebo zřícenina Schwalbennest. Nejvýznamnějším městem je Heidelberg, nedaleko něj bylo ve dvanáctém století založeno opatství Neuburg. 